# United Australia Party
Die United Australia Party (UAP) war eine historische politische Partei in Australien, die von 1931 bis 1945 auf Bundesebene aktiv war. Die United Australia Party war Nachfolger der Nationalist Party of Australia (1916–1931) und Vorgänger der Liberal Party of Australia (seit 1945).

## Geschichte

### Parteigründung
Die Partei wurde gegründet, nachdem Joseph Lyons und James Fenton, zwei Labor-Minister, zusammen mit drei weiteren Abgeordneten des rechten Flügels der Labor Party jene im Jahr 1931 wegen ihrer Wirtschaftspolitik während der Weltwirtschaftskrise verließen. Zusammen mit der Opposition der Nationalist Party of Australia, geführt von John Latham, und drei weiteren unabhängigen ehemaligen Nationalisten (darunter der frühere Premierminister Billy Hughes), gründeten die fünf Ex-Labor-Mitglieder die neue United Australia Party, welche von Joseph Lyons geführt wurde. Als Ziel setzte man sich eine wirkungsvollere Wirtschaftspolitik als die der Labor Party in den Vorjahren. Der Parteislogan war "All for Australia and the Empire". Durch die Präsenz sowohl von wohlhabenden Ministern wie auch Vertretern der Arbeiterklasse, vor allem durch Parteichef Joseph Lyons verkörpert, gelang es, der Partei das Bild eines vereinten Australiens darzustellen ohne Abgrenzungen durch etwaige Klassen.

### Spitzenpartei
Im Dezember 1931 gelang es der UAP Neuwahlen zu erzwingen, da man der Regierung von James Scullin die Lösung der schwierigen Wirtschaftssituation nicht mehr zutraute. In einem Vertrauensvotum verlor jener dann auch. Die Wahlen wurden ein großer Erfolg für die UAP und Joseph Lyons, der allgemein in allen Schichten des Landes große Popularität besaß, wurde neuer Premierminister. Im Jahr 1934 verlor man die Regierungsmehrheit durch das starke Abschneiden der Country Party von Earle Page und man schloss eine Koalition. Der konservativen Wirtschaftspolitik folgten die Wähler, wobei die Konservativen von der allgemeinen Erholung der Wirtschaft profitierten.

### Führungsstreit
Im Jahr 1939 kam es zu Meinungsverschiedenheiten in der Parteiführung, da Robert Menzies als designierter Nachfolger von Joseph Lyons galt und hoffte, dass dieser für ihn von der Parteispitze weichen würde. Menzies hatte einen schweren Stand in der Partei und wurde auch von der Country Party und deren Vorsitzenden Earle Page nicht gemocht. Es wurden wiederholt Vorschläge unterbreitet, die früheren Premierminister Billy Hughes oder Stanley Bruce mögen die UAP fortan leiten. Anschließend trat Menzies zurück, doch nur einen Monat später verstarb Lyons unerwartet an einer Herzkrankheit.
In der Folgezeit schlug Menzies den Ex-Premier Hughes in der Wahl zum Parteivorsitzenden, woraufhin Page seine Country Party im April 1939 aus der Koalition zurückzog und die UAP nun eine Minderheitsregierung bildete mit Robert Menzies als Premier. Nachdem im März 1940 Archie Cameron den bisherigen Parteichef Earle Page als Führer der Country Party ersetzte, wurde jene Koalition wieder ins Leben gerufen. Die Koalition hatte jedoch mittlerweile stark an ihrer Popularität abgenommen und Menzies Regierung galt als unbefriedigend im ersten Jahr des Zweiten Weltkriegs. Im Jahr 1940 verlor die Koalition nach einem starken Abdriften der Wählerstimmen zur Labor Party und blieb nur dank der Unterstützung zweier unabhängiger Abgeordneter im Amt.

### Regierungsverlust
Im Jahr 1941 wurde Menzies zum Rücktritt gezwungen. Die UAP war so zerstritten, dass sie in Arthur Fadden ein Mitglied der Country Party Premierminister werden ließen, obwohl diese Partei deutlich kleiner war. Menzies hingegen behielt seinen Ministerposten und den Parteivorsitz in der UAP. Durch die anhaltende Führungskrise und Illoyalität in der UAP schlossen sich die beiden Unabhängigen im Oktober 1941 der Labor Party an. Nun wurde John Curtin von der Labor Party Premier; UAP und Country Party gingen zusammen in die Opposition.

### Auseinanderfallen
In der Koalition von Labor und Country Party ging der Führungsstreit weiter. Während sich Menzies als UAP-Vorsitzender als Oppositionsführer sah, hatte Fadden die Mehrheit der Partei hinter sich. Menzies trat daher von all seinen Ämtern zurück und der mittlerweile 79-jährige Billy Hughes übernahm die Parteispitze. Curtin wurde in den folgenden Jahren ein beliebter Ministerpräsident und konnte das Volk auch nach Japans Kriegseintritt im Dezember 1941 beruhigen, so dass die Opposition kaum etwas entgegenzusetzen hatte.
Bei den Bundeswahlen 1943 wurde die UAP für ihre Uneinigkeit abgestraft und Labor erhielt eine klare Mehrheit. Dies ermöglichte die Rückkehr von Menzies als Parteiführer. Menzies war aber der Ansicht, dass die Partei vom Image her zu großen Schaden erlitten hatte und ihre Organisation strukturell ineffektiv war. Er erachtete daher die Gründung einer neuen Sammlungsbewegung des bürgerlichen Lagers als Gegenpol zu Labor als notwendig. In der Konsequenz wurde 1945 unter Menzies Führung die Liberal Party of Australia als Nachfolgeorganisation der UAP ins Leben gerufen.

## Parteiführer
- 1931–1939 Joseph Lyons
- 1939–1941 Robert Menzies
- 1941–1943 Billy Hughes
- 1943–1945 Robert Menzies